# Ormeniș (gmina)
Ormeniș – gmina w Rumunii, w okręgu Braszów. Obejmuje tylko jedną miejscowość Ormeniș. W 2011 roku liczyła 1976 mieszkańców. 